# Lalandusse
Lalandusse – miejscowość i gmina we Francji, w regionie Nowa Akwitania, w departamencie Lot i Garonna.
Według danych na rok 1990 gminę zamieszkiwały 163 osoby, a gęstość zaludnienia wynosiła 17 osób/km² (wśród 2290 gmin Akwitanii Lalandusse plasuje się na 1013. miejscu pod względem liczby ludności, natomiast pod względem powierzchni na miejscu 1091.).